# 庫利欽 (盧茨克區)
50°49′17″N 25°19′2″E / 50.82139°N 25.31722°E
庫利欽（烏克蘭語：Кульчин），是烏克蘭西部沃倫州的村落，隸屬盧茨克區盧茨克市鎮，位於盧茨克市北方，始建於1408年，面積2.84平方公里，海拔高度187米，2001年人口864，人口密度每平方公里526.51人。